# 烟台市博物馆
烟台市博物馆，位于山东省烟台市芝罘区南大街61号，是烟台市属综合性博物馆、国家一级博物馆、正县级全额拨款公益文化事业单位。

## 简介
1958年6月18日，烟台市人民委员会文化科下发〔58〕烟文字第17号文件，设立烟台市博物馆。1978年5月，烟台市博物馆与烟台市展览馆合并，成立烟台市博展馆。1984年6月烟台地区改为烟台市后，原烟台市博物馆、烟台地区博物馆合并，成立如今的烟台市博物馆。
1984年6月7日，烟台市人民政府烟政编〔1984〕40号文《关于市文化局调整所属单位机构设置请示报告的批复》，烟台市博物馆与烟台市文物管理委员会为一个机构两块牌子，是科级事业单位，编制45人（干部35人，工人10人）。1985年3月18日，烟台市人民政府〔1985〕14号文《关于烟台市文物店机构设置和编制报告的批复》，烟台市文物店编制20人（由原核定的烟台市博物馆45人编制中调整），烟台市博物馆编制调整为25人。1986年1月20日，烟台市编制委员会烟编〔1986〕25号文《关于市文化局调整所属事业单位人员编制请示报告的批复》，烟台市博物馆编制36人，其中工人5人。1987年9月28日，烟编通字第19号，烟台市博物馆编制从36人增加到37人，其中工人5人。1988年5月25日，烟编通字第91号，烟台市博物馆编制从37人增加到38人，其中工人5人。1989年6月16日，烟台市编制委员会烟编〔1989〕72号文《关于审定市文化局所属事业单位人员结构比例的批复》，烟台市博物馆行政管理人员8人、业务人员29人、工勤1人，在总编制中可以配备馆领导干部3人。

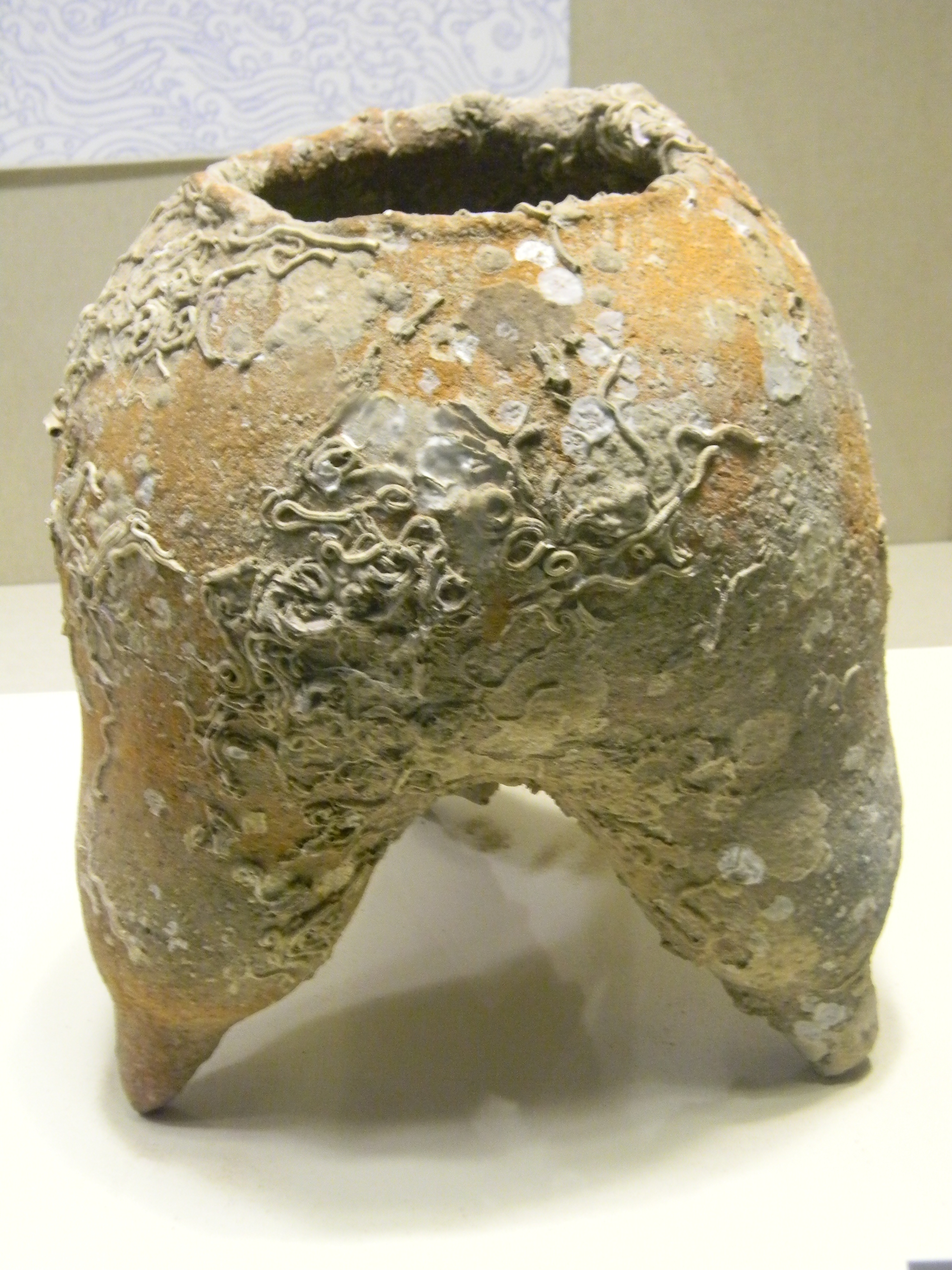
陶甗（商朝，前17世纪-前11世纪），蓬莱海域出水，烟台市博物馆收藏，摄于福建博物院

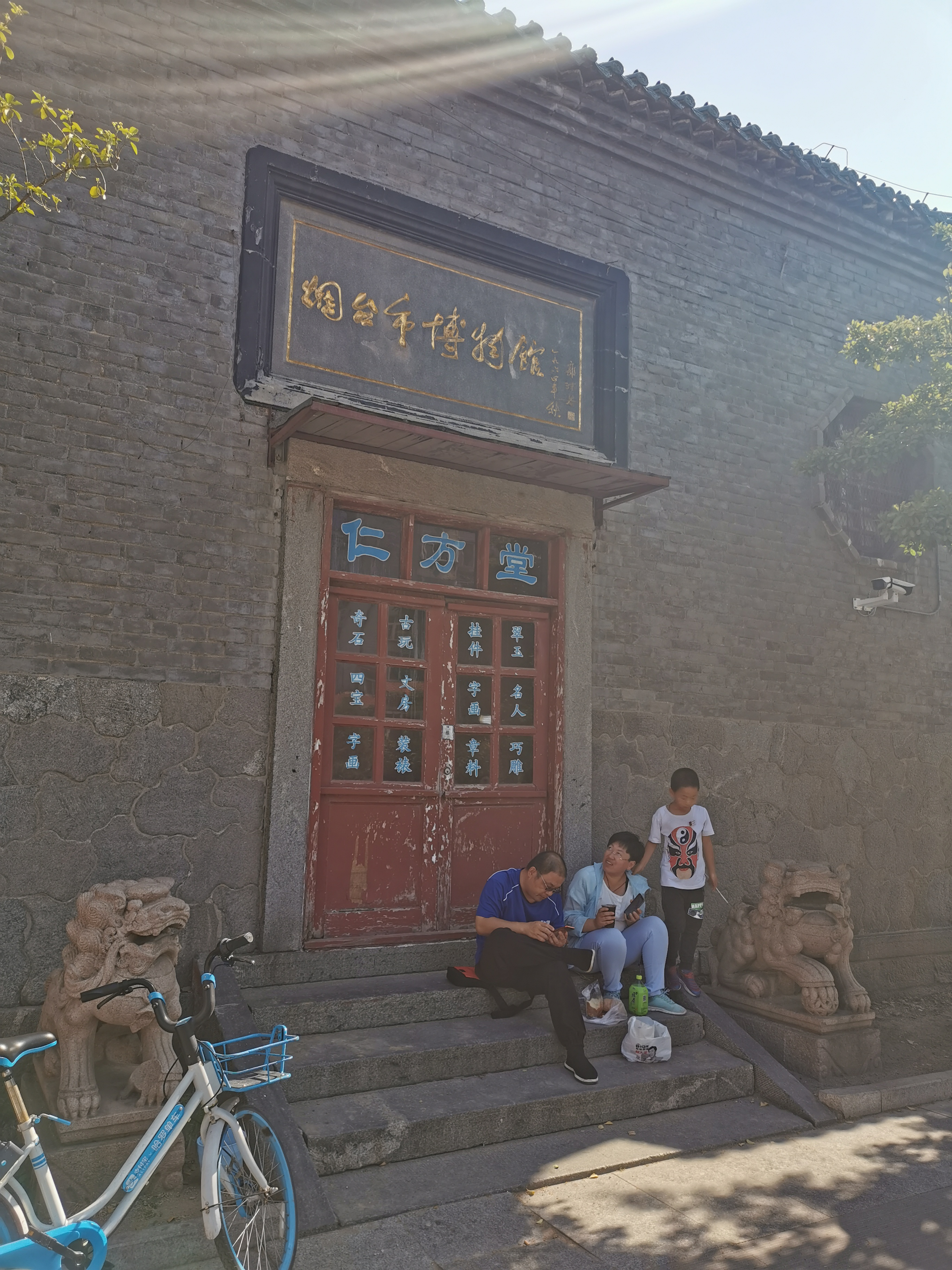
旧烟台博物馆馆址，现属于烟台民俗博物馆

1999年6月，烟台市展览馆撤销，原烟台市展览馆18名人员调入烟台市博物馆。1999年10月16日，烟台市机构编制委员会办公室烟编办〔1999〕29号文件《关于调整市博物馆人员编制的批复》，烟台市博物馆人员编制调整为50名，新增编制用来安排原烟台市展览馆干部职工。2002年7月4日，烟台市人民政府烟政编〔2002〕4号文《烟台市人民政府关于调整市博物馆机构规格的批复》，将烟台市博物馆机构规格由科级调整为副处级。2003年9月4日，烟台市机构编制委员会办公室烟编办〔2003〕47号文《关于市博物馆设置内部机构的批复》，同意烟台市博物馆内部机构设办公室（挂安全保卫科牌子）、文物管理部、陈列社教部、考古部、展览部共5个部室，可以配备馆长1名、副馆长3名；中层领导干部职数11名。2006年11月13日，烟台市机构编制委员会办公室烟编办〔2006〕90号文《关于调整市博物馆等事业单位人员编制的通知》，确定烟台市博物馆人员编制从50名调整至56名。2006年11月30日，烟台市文物店15名人员调入烟台市博物馆。
烟台市博物馆原址位于烟台福建会馆，后于2010年改为烟台民俗博物馆，但依旧附属于烟台市博物馆管理。2007年9月13日，烟台市博物馆新馆开工建设。2008年12月25日，烟台市博物馆机构规格由副处级调整为正处级。烟台市博物馆新馆位于文化广场最西端的南大街61号，是在原烟台市展览馆馆址基础上改扩建而成，建筑面积17000平方米，总投资1.6亿元人民币，2007年立项，2009年正式开工建设。新馆地上四层、地下一层，设有中央大厅、展厅、4D影院、文物库房、学术报告厅、办公区、互动区、多媒体区、空中花园等。
烟台市博物馆展厅面积7000平方米，内有两个基本陈列（《山海古韵》、《世纪之路》）、六个专题陈列（《笔墨丹青》、《许麟庐艺术馆》、《瓷苑掇英》、《绳墨神工》、《丹心乡情》、《古钱今览》）及一个特别展厅。
截至2014年，烟台市博物馆馆藏文物已达6万余件/套。其中国家三级文物以上文物11000余件/套，包括玉石器、陶瓷器、青铜器、铁器、书画、丝织品、杂项等十多个品类。出土文物“齐中簋”、“己侯壶”、“己华父鼎”，传世文物唐寅、文征明、朱耷、郑板桥等名家字画，乾隆帝御题白玉瓶、清宫象牙席等都是珍贵藏品。
2017年，烟台市博物馆被中国博物馆协会评为第三批国家一级博物馆。